# If On a Winter's Night...
If On a Winter's Night... é o nono álbum de estúdio de Sting, lançado a 26 de Outubro de 2009.
O título do álbum baseia-se na novela If on a winter's night a traveler de Italo Calvino.

## Faixas
1. "Gabriel's Message" - 2:34
2. "Soul Cake" - 3:29
3. "There is No Rose of Such Virtue" - 4:04
4. "The Snow It Melts the Soonest" - 3:44
5. "Christmas at Sea" - 4:38
6. "Lo, How a Rose E'er Blooming" - 2:42
7. "Cold Song" - 3:16
8. "The Burning Babe" - 2:45
9. "Now Winter Comes Slowly" - 3:06
10. "The Hounds of Winter" - 5:51
11. "Balulalow" - 3:10
12. "Cherry Tree Carol" - 3:12
13. "Lullaby for an Anxious Child" - 2:50
14. "The Hurdy-Gurdy Man" - 2:51
15. "You Only Cross My Mind in Winter" - 2:36

Edição limitada/deluxe/iTunes
1. "Bethlehem Down" - 2:56

Edição limitada/deluxe
1. "Blake's Cradle Song" - 3:32

Edição japonesa
1. "The Coventry Carol" - 2:33

## Paradas
| Parada                          | Posições |
| ------------------------------- | -------- |
| Itália - FIMI                   | 4        |
| Bélgica - Ultratop 40 (Valônia) | 5        |